# Rott, Landsberg
Rott là một đô thị thuộc huyện Landsberg trong bang Bayern của nước Đức.